# دان هال
دان هال (بالإنجليزية: Dan Hall)‏ هو سياسي أمريكي، ولد في 16 أبريل 1952 في منيابولس في الولايات المتحدة. حزبياً، نشط في الحزب الجمهوري لمينيسوتا ‏ والحزب الجمهوري. وقد انتخب عضو مجلس ولاية مينيسوتا.

## وصلات خارجية
- الموقع الرسمي